# Cruks en Karnak
Cruks en Karnak ist eine ecuadorianische Band, die 1989 in Quito gegründet wurde. Sie gilt als eine der besten Latin-Rock-Formationen Südamerikas.
Cruks en Karnak mischen Rockmusik mit Pop, lateinamerikanischer Musik, Funk und südamerikanischer Folklore. Gerne verglichen wird ihre Musik mit der von Juanes.
Namensgeber der Band sollen der Physiker Sir William Crookes und der ägyptischen Tempel in Karnak sein.
Zur Fußball-Weltmeisterschaft 2006 veröffentlichten Cruks en Karnak A mi lindo Ecuador, den offiziellen WM-Song der Ecuadorianischen Mannschaft. Es handelt sich dabei um eine neue Version eines ecuadorianischen Volksliedes. Zur WM 2006 spielten Cruks en Karnak auch erstmals in Deutschland, unter anderem in Berlin mit Culcha Candela und beim NRWM Fanfestival in 12 Städten in Nordrhein-Westfalen.

## Diskografie
- 1993: Tu culpa
- 1997: Cruks en Karnak
- 1999: La dimensión del cuy
- 2003: Las desventuras de Cruks en Karnak
- 2004: 13 Gracias
- 2006: Antrologia